# Jendouba Sport
Jendouba sport is een Tunesische voetbalclub uit Jendouba. De club werd in 1922 opgericht. In 2005 promoveerde de club naar de hoogste klasse maar werd daar voorlaatste en degradeerde meteen. De club kon wel onmiddellijk terugkeren voor een tweede poging bij de elite in seizoen 2007/08. Jendouba kon een degradatie net vermijden, maar het volgende seizoen werd Jendouba laatste.